# Clube Desportivo da Cova da Piedade
Maillots
Actualités
Le Clube Desportivo da Cova da Piedade, dit CD Cova da Piedade, est un club de football portugais basé à Cova da Piedade, paroisse de la commune d'Almada, dans le district de Setúbal. 
Le club joue ses matchs à domicile à l'Estádio Municipal José Martins Vieira, doté d'une capacité de 2 450 places. 
Fondé le 28 janvier 1947, le club est présidé depuis 2015 par Paulo Veiga et entrainé par Joao Alves, et joue en cinquième division portugaise depuis la saison 2023-2024.

## Historique

### Le CD da Cova da Piedade au sein du football amateur (1947-2015)
Le CD da Cova da Piedade a été fondé le 28 janvier 1947, résultant de la fusion entre l'União Piedense Futebol Clube et Sporting Clube Piedense. 
Le club a majoritairement évolué dans les divisions inférieures.

### Découverte du statut professionnel: maintien en D2 LigaPro (2016-2021)
Lors de la saison 2015-2016, le CD da Cova de Piedade a joué dans le Campeonato de Portugal (3e division portugaise), où il a terminé premier du groupe la série H et a été promu la saison suivante en LigaPro (deuxième division portugaise) pour la première fois de leur histoire, obtenant également pour la première fois le statut professionnel.
Lors de la saison 2016-2017, le club parvient à se maintenir en Liga Pro.
Lors de la 2017-2018, le CD da Cova da Piedade a réussi à atteindre la 9e place de Liga Pro, son meilleur classement historique, ainsi que les quarts de finale de la Coupe du Portugal, leur meilleur parcours en Coupe du Portugal.
Lors de la saison 2018-2019, le club est parvenu à éliminer le Portimonense SC, pensionnaire de première division portugaise, lors de la Coupe du Portugal. 
Lors de la saison 2019-2020, le club le 18 octobre 2019 affronté le SL Benfica, dans leur stade, pour le 3e tour de la Coupe du Portugal mais s'est finalement incliné. Cette saison a également été marquée par la crise sanitaire liée au Covid19, qui a prématurément interrompu le championnat : malgré sa position de relégable, le club est finalement maintenu la saison suivante du fait qu'aucun club ne fut relégué du à cette interruption prématurée.
Lors de la saison 2020-2021, le club termine à la 11e place mais fut relégué la saison suivante en Liga 3 à l'issue de laquelle il fut de nouveau relégué et perdit le statut professionnel, 5 ans après l'avoir obtenu.

## Palmarès
- Campeonato de Portugal (1):
  - Champion: 2016
- Terceira Divisão (2):
  - Champion: 1948, 1971